# Mussaenda wrayi
Mussaenda wrayi är en måreväxtart som beskrevs av George King. Mussaenda wrayi ingår i släktet Mussaenda och familjen måreväxter. Inga underarter finns listade i Catalogue of Life.